# La Guerche-de-Bretagne

La Guerche-de-Bretagne este o comună în departamentul Ille-et-Vilaine, Franța. În 1 ianuarie 2022 avea o populație de 4.450 de locuitori.